# Simone Petrangeli
Simone Petrangeli (Roma, 8 giugno 1975) è un politico e avvocato italiano, sindaco di Rieti dal 2012 al 2017.

## Biografia
È figlio dell'avvocato Olinto Petrangeli, presidente della Cassa di Risparmio di Rieti dal 1993 al 1998 e membro del comitato di indirizzo e del consiglio di amministrazione della Fondazione Varrone, già assessore e consigliere comunale per il Partito Socialista Italiano.
Nel 2001 consegue la laurea in giurisprudenza all'università "La Sapienza" di Roma con una tesi sui migranti e intraprende la professione di avvocato.
Consigliere comunale di Rieti dal 2002 fino all'elezione a sindaco, milita dapprima in Rifondazione Comunista per poi aderire a Sinistra Ecologia Libertà (di cui è stato portavoce provinciale).

### Sindacatura
Nel 2011 si candida alle primarie per la scelta del candidato sindaco del centro-sinistra di Rieti con la lista "Mettici del tuo", contro i candidati Gabriele Bizzoca (Controvento), Anna Maria Massimi (PD) e Franco Simeoni (PD), e il 22 gennaio 2012 ne risulta a sorpresa vincitore con 1866 preferenze. Alle elezioni amministrative del 6-7 maggio riceve il 42,84% dei voti al primo turno e in seguito vince a larga maggioranza (67,17% dei voti) il ballottaggio contro il candidato del centro-destra Antonio Perelli. La sua giunta, sostenuta da una coalizione PD-IdV-SEL-FdS-PSI-ApI-"Mettici del tuo"-Rifondazione Comunista-"Alleanza per Rieti", è la prima di sinistra dopo 18 anni di centro-destra, in una città che era considerata una roccaforte di Alleanza Nazionale.
Dal 27 gennaio 2014 è membro dell'assemblea nazionale di SEL e dal 6 novembre 2014 membro del consiglio nazionale dell'Anci.
La sua giunta, presentata il 7 giugno 2012, si compone di quattro assessori politici:
- Emanuela Pariboni - PD (vicesindaco, lavoro, commercio e attività produttive)
- Paolo Bigliocchi - Alleanza per Rieti (personale, polizia municipale, rapporti con il consiglio)
- Alessandro Mezzetti - PD (sport, politiche giovanili, frazioni)
- Carlo Ubertini - PSI (ambiente, agricoltura, viabilità)

e quattro assessori "tecnici":
- Marcello Degni (bilancio), funzionario del Senato ed esperto di finanza pubblica
- Diego Di Paolo (turismo e cultura), ideatore del Cammino di Francesco
- Andrea Cecilia (urbanistica e lavori pubblici), ingegnere
- Stefania Marianantoni (politiche sociali), psicoterapeuta e responsabile servizi sociali alla comunità montana del Velino

Alla sua elezione trova l'ente in uno stato finanziario di predissesto, con un debito che sfiora i 100 milioni di euro; di fronte a questa situazione elabora un piano di rientro con il Ministero dell'Interno e la Corte dei Conti per evitare il commissariamento. In seguito all'analisi dei conti richiesta dalla sua giunta vengono arrestati due alti dirigenti comunali con l'accusa di concorso in peculato e nel 2014 la Guardia di Finanza ha notificato all'ex sindaco Emili e a vari dirigenti comunali un danno erariale ipotizzato di 30 milioni di euro; nel 2016 l'ex sindaco viene prosciolto.
Ad agosto del 2013 il Partito Democratico apre una crisi di maggioranza in cui la giunta viene azzerata e si sfiorano le dimissioni dello stesso Petrangeli; la crisi si conclude con un rimpasto, che vede l'ingresso di Vincenzo Giuli (SEL) alla municipale e ai rapporti con il consiglio, l'assegnazione delle opere pubbliche a Pariboni e del patrimonio a Bigliocchi.
In seguito alle dimissioni per ragioni personali di Degni (febbraio 2014) e Cecilia (novembre 2014) Bigliocchi cede la delega al personale a Giuli ma ottiene quella al bilancio. Inoltre, in seguito a nuove richieste del PD, nel febbraio 2015 un rimpasto di giunta vede l'ingresso di Vincenzo Di Fazio (PD) allo sport, Anna Maria Massimi (PD) alla cultura, e Giovanni Ludovisi (Mettici del tuo) all'urbanistica.
Durante il suo mandato viene modificata la ZTL già esistente con l'introduzione di una zona più interna vietata al traffico a tutte le ore; vengono attuati i progetti PLUS avviati dalla precedente amministrazione, con il rifacimento della pavimentazione delle maggiori piazze del centro storico; viene inaugurato il primo tronco della pista ciclabile est-ovest (ciclovia A), dallo Stadio Guidobaldi a Ponte Cavallotti, e il servizio di bike sharing Rietinbici; viene ideato e finanziato un piano per la creazione di un parco circolare diffuso per creare una cintura verde ciclabile che unisca le periferie, all'interno del progetto europeo Vital Cities. Sul fronte dell'urbanistica, nel 2016 viene varato il programma pluriennale di attuazione del piano regolatore, con il quale viene dato via libera alla lottizzazione di alcune aree edificabili come quella di Colle Puzzaro. L'intervento era atteso da molti anni e lo stesso Petrangeli era stato accusato, dal centro destra e non solo, di paralisi amministrativa; tuttavia l'ulteriore consumo di suolo in una città con scarso incremento demografico e grande quantità di abitazioni sfitte è stato criticato da più parti, che hanno accusato Petrangeli di aver rinnegato il suo programma elettorale e di essere in continuità con la precedente amministrazione di centro-destra. Per quanto riguarda la riqualificazione delle ex aree industriali di viale Maraini, nel 2015 alla ex SNIA Viscosa viene avviata la bonifica dei rifiuti soprasuolo, viene approvato il piano di caratterizzazione e insieme all'associazione Rena viene lanciato un bando internazionale, dal quale è emersa una roadmap di lungo termine per il recupero dell'area; nel 2013 sullo Zuccherificio di Rieti riceve la proposta di Coop Centro Italia per la realizzazione di un ipermercato, che viene polemicamente ritirata da Coop in seguito all'allungarsi dei tempi e per la volontà della giunta di contestualizzare l'intervento in un progetto che tenga conto del futuro della città.
Inoltre porta a compimento una riforma dell'Azienda Servizi Municipali (la multiutility che gestisce autobus urbani, farmacie e rifiuti, che nel 2012 era vicina alla liquidazione), con il risanamento delle finanze dell'azienda, la nomina di un nuovo presidente e consiglio di amministrazione, il rinnovo del brand, l'acquisto di nuovi autobus, l'esecuzione di uno studio per la riorganizzazione delle linee di trasporto pubblico, la progressiva estensione a tutta la città del metodo di raccolta differenziata porta a porta e l'introduzione di app per smartphone per la raccolta differenziata e il pagamento di parcheggi o biglietti autobus.
Sul fronte dei collegamenti con Roma, da lungo tempo tasto dolente del capoluogo reatino, si è detto scettico sul fatto che la ferrovia diretta Rieti-Roma (prevista dalla legge obiettivo) sarà mai realizzata, pertanto ha concentrato gli sforzi sull'obiettivo più immediato e di breve termine di ottenere collegamenti ferroviari Rieti-Roma via Terni, utilizzando l'infrastruttura esistente, sebbene non siano stati ottenuti particolari risultati.

### Mancata riconferma e candidatura alla regione
Nel 2017 ufficializza la propria ricandidatura alle elezioni amministrative, che raccoglie in seguito l'appoggio del PSI e del PD. Al ballottaggio, tuttavia, manca la riconferma per appena cento voti, ottenendo il 49,8% contro il candidato del centro-destra Antonio Cicchetti; torna pertanto consigliere comunale di opposizione.
Alle elezioni regionali del 2018 Petrangeli si candida consigliere alla regione Lazio nella lista civica di supporto al governatore uscente Nicola Zingaretti; tuttavia, pur risultando il candidato più votato nella provincia di Rieti con 4669 preferenze, non viene eletto (in base alla legge elettorale regionale, a rappresentare il territorio reatino viene chiamato invece Fabio Refrigeri).

### La ricandidatura
Nel febbraio 2022 annuncia la propria ricandidatura a sindaco di Rieti sempre sostenuto da una coalizione di centro-sinistra che comprendono il Partito Democratico, Articolo 1, Sinistra Italiana, Europa Verde, Centro Democratico e sei liste civiche. Al primo turno ottiene il 37,43% delle preferenze, venendo tuttavia sconfitto dal candidato di centro-destra Daniele Sinibaldi, che ottiene il 52,17%.

## Controversie
Anche a causa del ruolo che vi svolge il padre, la sua giunta è stata accusata più volte di essere scarsamente indipendente dal potere economico della Fondazione Varrone, come nel caso delle Officine di Largo San Giorgio, un polo culturale realizzato dalla Fondazione Varrone posto sotto sequestro nel 2014 per irregolarità nei lavori di riqualificazione, che erano stati portati avanti dall'assessore all'urbanistica Andrea Cecilia prima del suo ingresso nella giunta, irregolarità che secondo l'opposizione l'assessore avrebbe tentato di sanare. Cecilia si è dimesso da assessore pochi mesi dopo, in seguito ad una seconda indagine su altri lavori di ristrutturazione da lui eseguiti prima della nomina in giunta.
La giunta Petrangeli ha avuto rapporti difficili con il PD, che lo ha accusato più volte di immobilismo e di limitarsi all'ordinaria amministrazione.
Nel dicembre 2014 è stato indagato con l'accusa di finanziamento illecito in relazione a presunti finanziamenti per la campagna elettorale del 2011 che sarebbero arrivati dal gruppo consiliare del PD alla regione Lazio. Petrangeli ha negato di aver ricevuto tali finanziamenti.
Nel maggio 2015 è stato indagato insieme al presidente dell'Azienda Servizi Municipali di Rieti con l'accusa di concorso in falso e turbativa d'asta, in relazione alla gara d'appalto per lo smaltimento dei rifiuti bandita dal comune di Cittaducale nel 2013, alla quale la ASM ha partecipato presentando una certificazione rilasciata da Petrangeli in cui si attestava il raggiungimento del 60% di rifiuti riciclati nel comune reatino; tale percentuale sarebbe però stata calcolata con dei criteri diversi da quelli richiesti, e la versione corretta del dato, che sarebbe inferiore, non avrebbe consentito alla ASM di partecipare all'appalto. Petrangeli sostiene che il criterio utilizzato sia l'unico scientifico e non presuntivo, e che sia normale che le due percentuali non coincidano visto che la raccolta porta a porta non era ancora attiva sull'intero territorio comunale.